# 黄磜镇
黄磜镇，是中华人民共和国广东省韶关市新丰县下辖的一个乡镇级行政单位。

## 行政区划
黄磜镇下辖以下地区：
黄磜社区、三坑村、梁坝村、高群村、黄沙坑村、三岔村、梅溪村、雪梅村、雪洞村、营盘村、下黄村、西草村、秋洞村和茶洞村。